# Горбачевський Іван Іванович
Горбачевський Іван Іванович (22 вересня 1800, Ніжин, тепер Чернігівська область, Україна — 9 січня 1869) — декабрист, підпоручик 8 артилерійської бригади.

## Біографія
Народився у Ніжинському повіті. Точне місце народження І. Горбачевського не встановлено.   Про своє походження декабрист згадував у листі до Є. Оболенського від 22.03.1862 р.: 
“Мать моя – из фамилии Конисских и была когда-то помещицей, была истая малороссиянка...”   
Кільком   поколінням  Кониських належало  с. Переходівка Ніжинського повіту. Можливо, у маєтку матері і народився Іван   Горбачевський.  Батько — Горбачевський Іван Василійович, чиновник, у 1812 році служив при штабі Кутузова Михайла Ілларіоновича і Барклая-де-Толлі, з 1818 року знаходився під слідством.
Виховувався Іван у вітебський гімназії в 1813 — 1817 роках. 23 серпня вступив на службу до Дворянського полку у Петербурзі. 1820 — прапорщик. 
27 липня 1820 року одержав призначення у 8-му артилерійську бригаду, розташовану у Полтавській губернії. Того ж року побував у рідному селі і дав волю селянам–кріпакам, які належали йому за заповітом матері.
10 червня 1825 року — підпоручик.
Член Товариства об'єднаних слов'ян з 1823 року. У 1825 році приєднався до Південного товариства. Знав і підтримував намір введення республіканського правління у Росії, а також плани знищення всієї імператорської родини. Займався агітацією серед нижчих чинів. Вважав необхідною участь широких народних мас у повстанні проти царизму, виступав проти військової революції. Заарештований у Житомирі у січні 1826 року, 3 лютого 1826 року доставлений до Петербургу до Петропавлівської фортеці. Засуджений за 1 розрядом до позбавлення чинів і дворянства та довічної каторги. 22 серпня 1826 року строк каторги скорочений до 20 років. Покарання відбував у Читинському острозі, з вересня 1830 року — у Петровському заводі. 8 листопада 1832 року строк був скорочений до 15 років, в 1835 — до 13 років. Після закінчення строку каторги був переведений на поселення при Петровському заводі. 1863 року дозволено жити у Петербурзі під жорстким наглядом, але Горбачевський залишився у Петровському заводі. З 1865 року — мировий посередник Петровського гірничого округу. Помер у Петровському заводі, де він і був похований. Залишився вірним своїм ідеалам до кінця життя.

## Твори
Горбачевський Іван Іванович — мемуарист. Серед творів, що збереглись — замітки та листи.
«Записки» вперше опубліковані у 1882 році.